# When You Look Me in the Eyes Tour
When You Look Me In The Eyes Tour segunda gira de los Jonas Brothers para promover su segundo álbum homónimo. el Look Me In The Eyes Tour comenzó el 31 de enero de 2008 y finalizó el 22 de marzo de 2008. Que duró un total de 39 fechas. Durante este tiempo, los Jonas Brothers también ha firmado un período de dos años, varios millones de dólares en todo el mundo de gira con Live Nation.
El grupo Rooney fue el telonero.

## Lista de canciones
| Rooney |
| --- |
| 1. "When Did Your Heart Go Missing?" 2. "Are You Afraid?" 3. "Blueside" 4. "If It Were Up To Me" 5. "Don't Come Around Again" 6. "I'm Shakin" |

| Jonas Brothers |
| --- |
| 1. "That's Just The Way We Roll" 2. "Just Friends" 3. "Australia" 4. "Goodnight and Goodbye" 5. "Hello Beautiful" 6. "Take a Breath" 7. "Underdog" 8. "Shelf" 9. "Pushin' Me Away" 10. "Year 3000" 11. "Games" 12. "Take on Me" 13. "Still in Love with You" 14. "Hollywood" 15. "Burnin' Up" 16. "When You Look Me in the Eyes" 17. "Hold On" - Encore: 1. "A Little Bit Longer" 2. "S.O.S." |

## Fechas
- 31 de enero de 2008 Tucson, AZ Centro de Convenciones de Tucson
- 1 de febrero de 2008 Las Vegas, NV Planet Hollywood Resort and Casino
- 2 de febrero de 2008 Universal City, CA Gibson Amphitheatre
- 2 de febrero de 2008 Universal City, CA Gibson Amphitheatre
- 3 de febrero de 2008 Universal City, CA Gibson Amphitheatre
- 5 de febrero de 2008 Everett, WA Comcast Arena
- 6 de febrero de 2008 Portland, OR Arlene Schnitzer Concert Hall
- 8 de febrero de 2008 West Valley City, UT E Center
- 9 de febrero de 2008 Denver, CO Centro de convenciones de Colorado
- 11 de febrero de 2008 El Paso, TX Teatro Abraham Chávez
- 12 de febrero de 2008 San Antonio, TX AT&T Center
- 14 de febrero de 2008 Houston, TX Toyota Center
- 15 de febrero de 2008 North Little Rock, AR Alltel Arena
- 16 de febrero de 2008 Evansville, IN Roberts Stadium
- 17 de febrero de 2008 Peoria, IL Peoria Civic Center
- 20 de febrero de 2008 Mineápolis, MN Target Center
- 21 de febrero de 2008 Grand Rapids, MI Van Andel Arena
- 22 de febrero de 2008 Rosemont, IL Allstate Arena
- 23 de febrero de 2008 Detroit, MI Fox Theatre
- 24 de febrero de 2008 Louisville, KY The Louisville Palace
- 25 de febrero de 2008 San Luis , MO Fox Theatre
- 27 de febrero de 2008 Kansas City, MO Sprint Center
- 28 de febrero de 2008 Grand Prairie, TX Nokia Theatre
- 1 de marzo de 2008 Hidalgo, TX Dodge Arena
- 2 de marzo de 2008 Lafayette, LA Cajundome
- 4 de marzo de 2008 Grand Prairie, TX Nokia Theatre
- 7 de marzo de 2008 Sunrise, FL BankAtlantic Center
- 8 de marzo de 2008 Tampa, FL St. Pete Times Forum
- 9 de marzo de 2008 Orlando, FL Amway Arena
- 11 de marzo de 2008 Richmond, VA Richmond Coliseum
- 13 de marzo de 2008 Reading, PA Reading Eagle Theatre
- 14 de marzo de 2008 Fairfax, VA Patriot Center
- 15 de marzo de 2008 Mánchester, NH Verizon Wireless Arena
- 16 de marzo de 2008 Bridgeport, CT Arena at Harbor Yard
- 18 de marzo de 2008 Wallingford, CT Chevrolet Theatre
- 19 de marzo de 2008 Portland, ME Cumberland County Civic Center
- 20 de marzo de 2008 Boston, MA Agganis Arena
- 21 de marzo de 2008 Atlantic City, NJ Mark G. Etess Arena
- 22 de marzo de 2008 East Rutherford, NJ Izod Center
- 18 de abril de 2008 México, DF, Vive Cuervo Salon